# Autovía A-67
Die Autovía A-67 oder Autovía Cantabria–Meseta ist eine Autobahn in Spanien. Die Autobahn beginnt in Venta de Baños und endet in Santander.

## Streckenverlauf

### Abschnitte
| Position | Kurzbezeichnung des Abschnitts | Abschnitt                                    | km   | Eröffnung |
| -------- | ------------------------------ | -------------------------------------------- | ---- | --------- |
| 1        | A-67                           | Venta de Baños-Palencia                      | 3    | 1991      |
| 2        | A-67                           | Palencia-Fuentes de Valdepero                | 9    | 2006      |
| 3        | A-67                           | Fuentes de Valdepero-Amusco                  | 9.5  | 2006      |
| 4        | A-67                           | Amusco-Frómista                              | 9.5  | 2006      |
| 5        | A-67                           | Frómista-Marcilla de Campos                  | 10.3 | 2008      |
| 6        | A-67                           | Marcilla de Campos-Santillana de Campos      | 5    | 2008      |
| 7        | A-67                           | Santillana de Campos-Osorno la Mayor         | 4.9  | 2009      |
| 8        | A-67                           | Osorno la Mayor (Einfahrt A-12)-Villaprovedo | 10.6 | 2009      |
| 9        | A-67                           | Villaprovedo-Herrera de Pisuerga             | 11   | 2009      |
| 10       | A-67                           | Herrera de Pisuerga-Alar del Rey             | 10.7 | 2009      |
| 11       | A-67                           | Alar del Rey-La Puebla de San Vicente        | 6.8  | 2008      |
| 12       | A-67                           | La Puebla de San Vicente-Aguilar de Campoo   | 6.7  | 2007      |
| 13       | A-67                           | Variante Aguilar de Campoo                   | 7.7  | 2007      |
| 14       | A-67                           | Aguilar de Campoo-L.P. Kantabrien            | 10.9 | 2004      |
| 15       | A-67                           | L.P. Kantabrien-Reinosa                      | 17   | 2004      |
| 16       | A-67                           | Reinosa-Pesquera                             | 8.7  | 2006      |
| 17       | A-67                           | Pesquera-Molledo                             | 11.9 | 2008      |
| 18       | A-67                           | Molledo-Los Corrales de Buelna               | 10.7 | 2005      |
| 19       | A-67                           | Los Corrales de Buelna-Torrelavega           | 12.7 | 2003      |
| 20       | A-67                           | Torrelavega (AP-8)-Polanco                   | 4.7  | 1987      |
| 21       | A-67                           | Polanco-Oruña                                | 5.5  | 1986      |
| 22       | A-67                           | Oruña-Bezana                                 | 6.5  | 1986      |
| 23       | A-67                           | Bezana Santander (Puerto de Raos) (S-10)     | 5.2  | 1990      |

### Abschnitt Venta de Baños-Torrelavega
| Position | km  | Abschnitt                                                          | Anschluss an  |
| -------- | --- | ------------------------------------------------------------------ | ------------- |
| 1        |     | Autovía de Castilla E-80 A-62 Burgos Valladolid Madrid             | E-80 A-62     |
| 2        | 1S  | Venta de Baños                                                     | N-620         |
| 3        | 2   | Calabazanos-Burgos                                                 | E-80 A-62     |
| 4        | 3S  | Palencia                                                           | P-11          |
| 5        | 4V  | Palencia-Villamuriel de Cerrato                                    | P-11          |
| 6        | 8V  | Palencia (süd)-Burgos                                              | A-610         |
| 7        | 10S | Palencia (nord)-León-Benavente                                     | A-65          |
| 8        | 16S | Fuentes de Valdepero-Valdeolmillos                                 |               |
| 9        | 16V | Palencia (nord)-León-Benavente-Fuentes de Valdepero                | P-12 A-65     |
| 10       | 21  | Monzón de Campos                                                   | N-611         |
| 11       | 30  | Amusco-Piña de Campos                                              | N-611         |
| 12       | 39  | Frómista-Carrión de los Condes                                     | P-980         |
| 13       | 51  | Santillana de Campos-Arconada                                      | P-981         |
| 14       | 55  | León-Burgos-Osorno la Mayor-Carrión de los Condes                  | A-231         |
| 15       | 71  | Sotobañado y Priorato-Santa Cruz de Boedo-Villaprovedo             | P-232         |
| 16       | 80  | Herrera de Pisuerga-Olmos de Ojeda                                 | P-227         |
| 17       | 88  | Alar del Rey-Nogales de Pisuerga-Prádanos de Ojeda                 | P-223         |
| 18       | 94  | La Puebla de San Vicente-Mave                                      | P-6213        |
| 19       | 100 | Aguilar de Campoo (süd)-Valoria                                    | N-611         |
| 20       | 103 | Aguilar de Campoo (nord)-Burgos                                    | N-627         |
| 21       | 116 | Mataporquera-Quintanas de Hormiguera                               | N-611 CA-284  |
| 22       |     |                                                                    |               |
| 23       | 122 | Polientes-Arroyal                                                  | CA-272        |
| 24       | 126 | Celada Marlantes-Fombellida-Cervatos                               | N-611         |
| 25       | 133 | Reinosa (süd)-Matamorosa-Industriegebiet                           | N-611         |
| 26       | 136 | Reinosa (nord)-Requejo-Alto Campoo                                 | CA-171 CA-153 |
| 27       | 144 | Pesquera-Santiurde de Reinosa-Lantueno-San Miguel de Aguayo        | N-611         |
| 28       | 157 | Santa Cruz de Iguña-Bárcena de Pie de Concha-Molledo               | N-611         |
| 29       | 159 | Arenas de Iguña-Las Fraguas                                        | N-611         |
| 30       | 163 | Área de Servicio de Cieza (in Planung)                             |               |
| 31       | 168 | Los Corrales de Buelna-Somahoz                                     | N-611         |
| 32       | 170 | San Mateo                                                          | N-611         |
| 33       | 172 | Barros-Las Caldas de Besaya-Los Corrales de Buelna-Industriegebiet | N-611         |
| 34       | 176 | Cartes-Riocorvo                                                    | N-611         |
| 35       | 178 | Tanos (Estación FF.CC) – Viérnoles                                 |               |
| 36       | 180 | Torrelavega (Ronda Interior)-Sierrapando                           | N-634         |
| 37       | 181 | Vargas-Bilbao                                                      | E-70 A-8      |

### Abschnitt Torrelavega – Santander
| Position | km                       | Abschnitt | Anschluss an    |
| -------- | ------------------------ | --- | --------------- |
| 1        | 183                      | Torrelavega-Oviedo-Cabezón de la Sal                                                                                             | A-8 E-70        |
| 2        | 187                      | Suances-Santillana del Mar-Comillas-Polanco                                                                                      | N-611 CA-300    |
| 3        | 191                      | Gornazo | CA-322          |
| 4        | 193                      | Arce-Oruña-Mogro-Miengo | CA-232          |
| 5        | 195                      | Arce-Boo de Piélagos | CA-231          |
| 6        | 197                      | Mompía-Mortera-Liencres | N-611 CA-303    |
| 7        | 199                      | Bezana-El Sardinero-Cuatro Caminos - Peñacastillo                                                                                | S-20 N-611      |
| 8        | 201                      | La Albericia-El Sardinero-Herrera-Bilbao                                                                                         | S-30 C-308 S-10 |
| 9        | 202                      | Avenida Primero de Mayo-Burgos                                                                                                   | N-623           |
| 10       | 203 (Richtung Santander) | Bilbao-Flughafen Santander | S-10 N-636      |
| 11       |                          | Autovía S-10-Santander-Bilbao-Flughafen Santander-Polígono N. Montaña – Centro Comercial – Ferry Puerto Raos – Ciudad Transporte | S-10            |

## Größere Städte an der Autobahn
- Venta de Baños
- Palencia
- Torrelavega
- Santander